# Kelda Stagg
Kelda Louise Atalie Stagg, född 22 juni 1984, är en svensk kriminaltekniker, tafonom och molekylärbiolog.
Hon är expert på mänsklig förruttnelse, forensisk tafonomi. 

## Biografi
Stagg studerade vid Uppsala universitet där hon läste molekylärbiologi och forensisk vetenskap. Det sista året av masterutbildningen studerade hon i Australien och fokuserade på förruttnelse. Under sitt masterarbete vid University of Western Australia i Perth, Australien, fick Stagg möjlighet att åka till University of Tennesee, Knoxville, USA och tillsammans med FBI-agenter delta i FBI:s utgrävningskurs av mänskliga kvarlevor vid en så kallad "body farm". Vidare har hon deltagit vid en forensisk utgrävningskurs av mänskliga kvarlevor vid Amsterdam University Medical Center i Nederländerna. Under studierna tillbringade hon även ett år i Vancouver, Kanada, för att undersöka hur skelettben och tänder påverkas av torka eller av stark hetta i bränder. För att studera förruttnelse har Stagg besökt tafonomiska center (body farms) och andra verksamheter som använder donerade mänskliga kvarlevor för förruttnelsestudier, utgrävningskurser och likhundträning, i olika geografiska områden och under olika årstider. 
Stagg har tidigare arbetat som projektledare på Karolinska institutet i Stockholm och laboratorieingenjör inom klinisk mikrobiologi vid Karolinska universitetssjukhuset. Som expert på mänsklig förruttnelse, forensisk tafonomi, har hon arbetat i flera internationella projekt med fokus på likhundsträning. Stagg är sedan 2020 anställd som en av Stockholmspolisens kriminaltekniker med civil bakgrund. Hon föreläser även om förruttnelse på masterprogrammet för forensisk vetenskap.
Sedan 2020 driver Stagg instagramkontot "Liket efter döden". Kontot har som mål att folkbilda inom forensisk tafonomi, rättsmedicin och rättsantropologi samt att öka den allmänna kunskapen om vad som händer med kroppen efter det att vi dött. År 2023 publicerade Storytel ljudboksversionen av Liket efter döden, en samtalsserie i tio delar. Samtalsserien spelades in tillsammans med rättsläkaren Brita Zilg och rättsantropologen Rebecka Teglind, båda del av redaktionen av instagramkontot fram till 2024.
Stagg har medverkat som expert i Nyhetsmorgon i TV4 och bland annat haft egna segmentet Keldas kalla fall med fokus på kriminalteknik och förruttnelse. År 2024 medverkade hon i den andra säsongen av underhållningsprogrammet Förrädarna på TV4 som hon vann tillsammans med Thomas Bodström och Nadim Ghazale.